# Хирам II
Хирам II (финик. 𐤇𐤓𐤌, Hi-ru-mu, ивр. חִירָם‎) — царь Тира (739/738 — ок. 730 до н. э.) и Сидона (до 733/732 до н. э.).

## Биография
Наиболее раннее свидетельство о Хираме II относится к 738 или 737 году до н. э., когда в одной из надписей он вместе с царём Библа Шипитбаалом II был назван данником Тиглатпаласара III, передавшим царю Ассирии большое количество железных изделий, окрашенных в пурпур тканей и слоновой кости. В предыдущем году среди правителей Финикии, давших дать ассирийскому властителю, был упомянут правитель Тира Итобаал II. На этом основании предполагается, что Хирам II взошёл на тирский престол в 739 или 738 году до н. э. Тем не менее есть возможность, что начало правление Хирама II должно относиться к 740 году до н. э. или даже к ещё более раннему времени.
Вероятно, выплата дани Хирамом II царю Ассирии в 738 или 737 году до н. э. была связана с подавлением Тиглатпаласаром III восстания, возглавленного Азрийау. Хотя Хирам II и не участвовал в мятеже, он был вынужден также как и другие финикийские правители изъявить покорность ассирийскому властителю.
В одной из финикийских надписей, найденных на Кипре, упоминается о чиновниках, управлявших некоторыми землями острова (в том числе, городом Китионом) от имени царя Сидона Хирама. Предполагается, что этим царём мог быть правитель Тира, который, таким образом, значительно расширил подвластную ему территорию. Это мнение подтверждается свидетельствами о том, что в 730-х годах до н. э. под властью Хирама II находились медные рудники в Аматусе и Лимасоле. Однако отождествление Хирама II с одноимённым правителем Сидона, выплатившим дань ассирийцам в первой половине VIII века до н. э., вероятно, ошибочно.
Начиная с 734 года до н. э. появляются упоминания о ассирийских чиновниках в Тире и Сидоне, в обязанности которых входил как надзор за торговлей в портах этих городов, так и наблюдение за ситуацией в Финикии. В письме к Тиглатпаласару III наместник Курди-ашшур-ламур сообщал об одном из таких чиновников, Набу-Сезибе, который воспрепятствовал Хираму II вывести из Сидона в свой город одну из реликвий — священное дерево. В послании также упоминалось о запрете, наложенном царём Ассирии на торговлю финикийцев лесом (в первую очередь, ливанским кедром) с египтянами и филистимлянами. Вероятно, в то время, несмотря на сохранение царской власти в финикийских городах, реальное управление ими находилось в руках посланцев властителя Ассирии.
На основании того, что бо́льшая часть Ветхого завета была записана намного позднее описанных в нём событий, некоторые историки высказывают мнение, что события, отнесённые в тексте «Третьей книги Царств» к царям Хираму I Великому и Соломону (3Цар. 5—10), должны датироваться правлениями царей Хирама II и Ахаза. В том числе, на встрече с Тиглатпаласаром III в Дамаске правитель Иудеи не только принёс ассирийскому монарху дань, но и получил от того разрешение на рубку деревьев в Ливанских горах, необходимых для реконструкции Иерусалимского храма (4Цар. 16). В Библии же сюжет со строительством храма отнесён к правлению Соломона. Также и совместный флот, собранный Соломоном и Хирамом, вполне возможно был создан уже при царе Ахазе. Тогда целью создания флота было обеспечение доступа ассирийцев к устью реки Яркон, необходимого после завоевания Тиглатпаласаром III земель Филистии. Золото же из Офира нужно было Хираму II и Ахазу для выплаты дани ассирийскому царю.

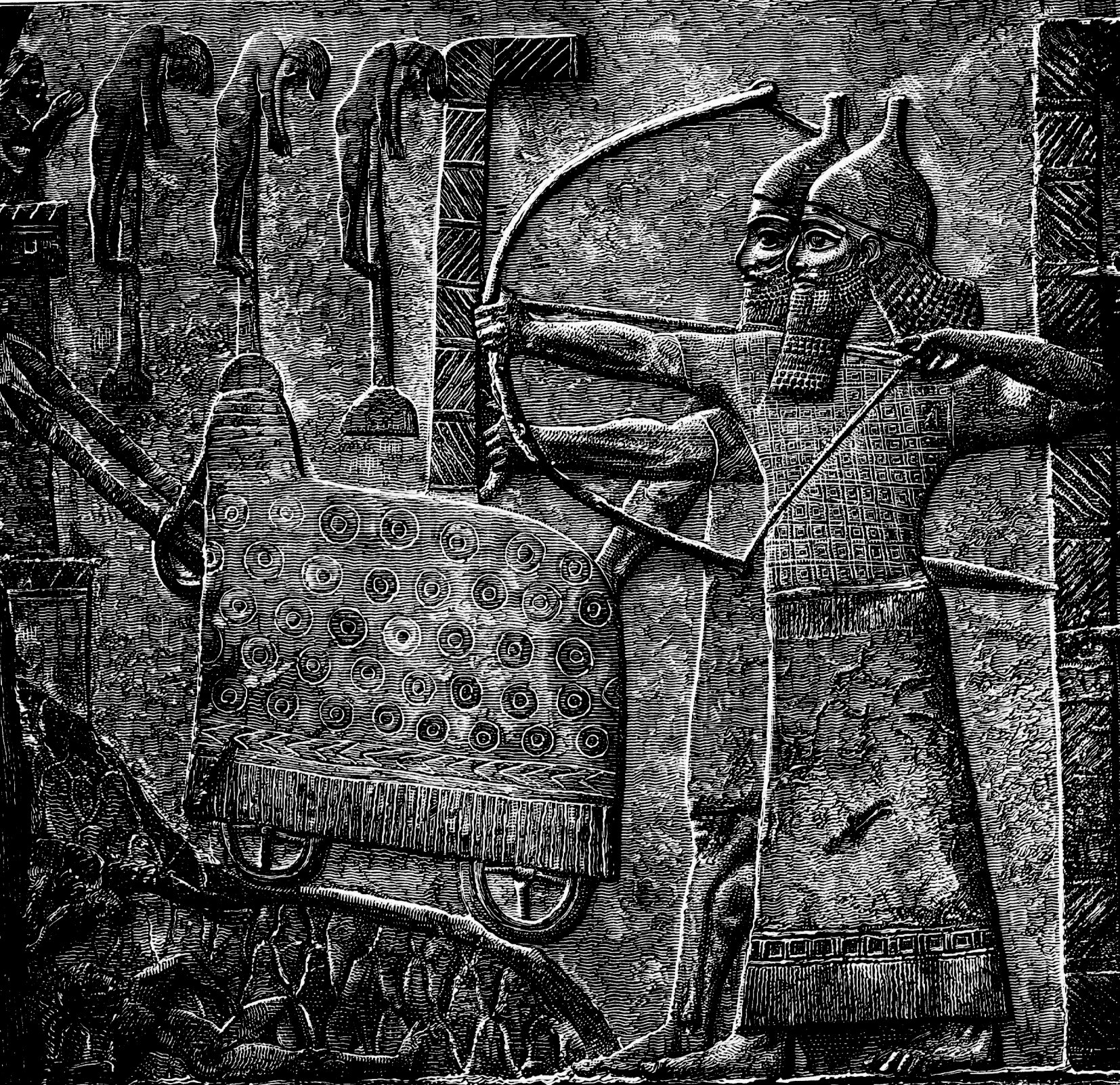
Армия Тиглатпаласара III осаждает город. Рельеф из Ниневии

В 734 году до н. э. Хирам II вступил в союз с царём Дамаска Ризоном II, правителем Израильского царства Факеем и царём Газы Ганноном, поднявшими восстание против Тиглатпаласара III. В ответ в 733 или 732 году до н. э. Дамаск после осады был взят ассирийской армией, а затем нападению подвергся и Тир. Хирам II потерпел поражение, и был вынужден лично прибыть в лагерь Тиглатпаласара III, чтобы просить у того прощения. Ассирийский властитель сохранил за Хирамом II тирский престол, но лишил его власти над Сидоном, правителем которого был поставлен Элулая. Кроме того, царь Тира был вынужден заплатить Тиглатпаласару III дань и передать под контроль ассирийцев селение Махалаб. Из всех участников восстания только Хирам II и Ганнон сохранили царские титулы: остальные мятежные правители были теми или иными способами лишены ассирийцами власти. Бо́льшая часть владений мятежников была включена в состав ассирийских провинций: Дамасское царство было ликвидировано, а Израильское лишилось почти всей своей северной части. Не желая повторить участи восставших, богатую дань золотом, серебром, верблюдами и благовониями Тиглатпаласару III принесли и многие не участвовавшие в мятеже владетели Сирии, Финикии и Аравии. Среди таких правителей в «Анналах Тиглатпаласара III» называются цари Моава, Аммона, арабских княжеств Муза, Тейма, Саба и другие владетели. Вероятно, такое не самое суровое наказание, избранное для Хирама II ассирийским царём, было вызвано важностью для Тиглатпалассара III торговли по Средиземному морю, ведущую роль в которой играли тирские купцы.
Вскоре после этого (вероятно, около 730 года до н. э.) Хирам II был свергнут Маттаном II. В одной из ассирийских надписей сообщается об отправке в 729 или 728 году до н. э. Тиглатпаласаром III к «Миттане» рабшака, который получил с тирского царя дань приблизительно в 150 талантов золота и 2000 талантов серебра. Возможно, выплатив ассирийцам столь большу́ю дань, новый правитель Тира получил от Тиглатпаласара III согласие на узурпацию престола. Также, возможно, что инициатива свержения Хирама II принадлежала ассирийскому царю, недовольному участием тирского правителя в восстании.

## Комментарии
1. ↑  Возможно, Курди-ашшур-ламур был наместником одной из ассирийских провинций, в обязанности которого входил контроль за деятельностью финикийских владетелей. Предполагается, что его резиденция находилась в Цумуре[11].